# Interzoo
Die Interzoo ist die weltgrößte Fachmesse für Heimtierbedarf. Die Messe wird alle zwei Jahre im Mai von der Wirtschaftsgemeinschaft Zoologischer Fachbetriebe GmbH (WZF), einer Tochter des Zentralverbandes Zoologischer Fachbetriebe Deutschlands e.V. (ZZF), im Nürnberger Messezentrum veranstaltet. Der ideelle Träger ist der ZZF. Mit der Durchführung der Fachmesse ist seit der 20. Interzoo im Jahr 1988 die NürnbergMesse beauftragt.

## Themen der Aussteller
Die Themen der Aussteller umfassen:
- Aquaristik
- Terraristik
- Artikel für Hunde, Katzen
- Artikel für Kleintiere, Nager
- Artikel für Ziervögel
- Artikel für Tiere im Garten
- Ergänzungsartikel Zoofachhandel
- Fachliteratur, Multimedia
- Ladeneinrichtung, Verpackung
- Petfood Technologie
- Im Rahmenprogramm werden zudem mit Vorführungen und Vorträgen die internationalen Märkte oder übergeordnete Themen wie Nachhaltigkeit näher beleuchtet.[3]

## Aussteller- und Fachbesucherzahlen
Die Interzoo 2018 verzeichnete 1.990 Aussteller (2016: 1.818) und 38.656 Fachbesucher (2016: 39.075) aus 126 Ländern auf einer Nettoausstellungsfläche von 68.116 Quadratmetern (2016: 60.536).